# NGC 826-1
NGC 826-1 — галактика типу S (спіральна галактика) у сузір'ї Трикутник.
Відкривачем цього об'єкта є Стефан Жан Марі Едуард (Едуард Жан-Марі Стефан), який вперше спостерігав за об'єктом 18 вересня 1871.
Цей об'єкт міститься в оригінальній редакції нового загального каталогу.